# Antonio Delfini
Antonio Delfini (Modena, 10 giugno 1907 – Modena, 23 febbraio 1963) è stato uno scrittore, poeta e giornalista italiano.

## Biografia

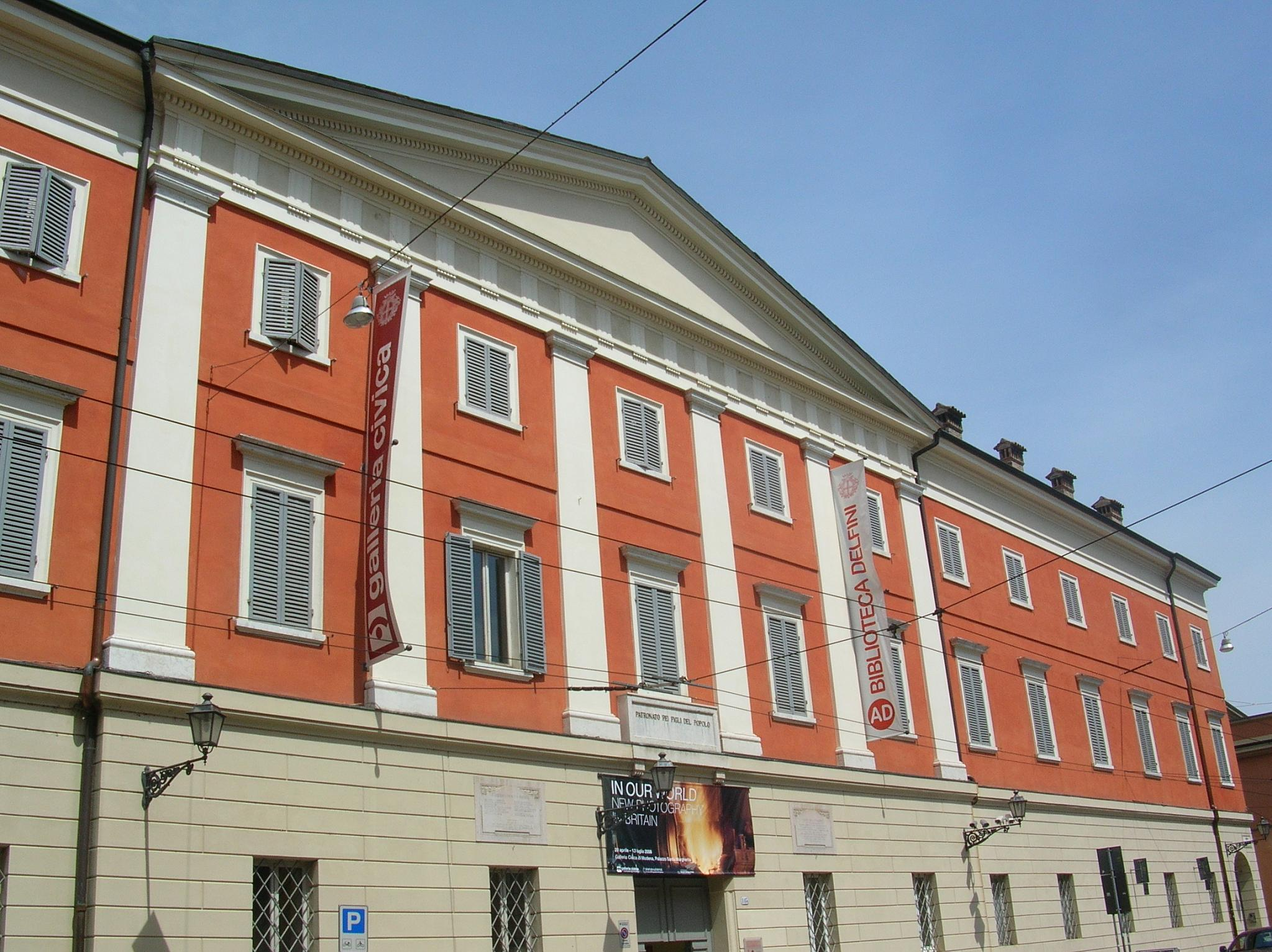
Biblioteca "Antonio Delfini" di Modena

Antonio Delfini nasce a Modena il 10 giugno 1907 in una ricca famiglia di proprietari terrieri della bassa modenese, il padre Anton Giulio Delfini (1875-1909) si era sposato con la cugina Bianca Delfini (1879-1962) ed ebbero due figli: Bianca Rosa nata nel 1905 e poi Antonio nato nel 1907. La villa familiare, tuttora esistente, è locata fra Cavezzo e Disvetro. Tredicenne, si iscrive alla fine del 1920 all'avanguardia giovanile fascista, e in seguito al PNF.
Autodidatta (non compie studi regolari), comincia a scrivere nella seconda metà degli anni venti, grazie alla figura del filosofo Pietro Zanfrognini e a Ugo Guandalini (il futuro editore Guanda), con il quale fonda e dirige un periodico, L'ariete (1927, numero unico sequestrato e soppresso appena uscito). Scrive Delfini, nei suoi Diari, come proprio dallo zio Pierino (così lo chiamava, in verità erano cugini ma con una notevole differenza d'età) stesse imparando lo “stile”. Da solo fonda e dirige Lo spettatore italiano (tre numeri, 1928-1929). In seguito collabora con alcuni periodici come Mutina e Il Tevere.
Nel 1931 pubblica Ritorno in città, raccolta di brevi prose di chiara matrice baudelairiana (si vedano soprattutto i Petits poèmes en prose).
L'amico Mario Pannunzio lo introduce negli ambienti letterari di Roma, e nel maggio 1933 lo coinvolge nella redazione della rivista Oggi (dove tra altri figura anche il nome del giovane Alberto Moravia). Delfini rimane però estraneo al programma letterario della rivista che sarebbe destinata a diventare l'organo ufficiale del "contenutismo". La rivista gli rifiuta vari articoli, che troveranno spazio su Il Selvaggio di Mino Maccari. Con Pannunzio fonda nel 1935 un'altra rivista dalla breve vita (quattro numeri), Caratteri.
Venduta la casa di Modena alla fine del 1935, si trasferisce a Firenze, dove entra in contatto con l'ambiente culturale del Caffè Le Giubbe Rosse e stringe amicizie importanti con scrittori e intellettuali come Romano Bilenchi, Carlo Bo, Carlo Emilio Gadda, Tommaso Landolfi, Mario Luzi, Eugenio Montale ecc.
Nel 1938 esce presso l'editore fiorentino Parenti il volume Il ricordo della basca, raccolta di dieci racconti in cui Delfini crea l'immagine di una Modena (M***) insieme reale e immaginaria, in cui sogno e realtà danno luogo a un intreccio di forte carica simbolica e emotiva. Nel referendum del 1946 si schierò a favore della monarchia.
Si impegna più volte in politica, ma in maniera decisamente semiseria. Nei Diari afferma di essere entrato nel Fascio all'improbabile età di dodici anni e di aver preso ad odiare ben presto più che il Fascio i fascisti; dichiara di essere un anarchico di destra e di considerare peggiori dei fascisti gli antifascisti. Nel 1951 scrive, senza alcun riscontro politico, il Manifesto per un partito conservatore e comunista, incentrato in parte sulla difesa della proprietà terriera, e che progettava di realizzare già negli anni Trenta quando era dell'idea che dovesse esistere un Partito rivoluzionario europeo che "a seconda dei bisogni dell'umanità" avrebbe dovuto essere liberale, conservatore, democratico, repubblicano e comunista in modo da conciliare costantemente rivoluzione e conservazione. Finisce per fondare un giornale dal titolo Il Liberale.
Nel 1956 Delfini propone una nuova edizione del Ricordo della Basca, ampliata da una lunga introduzione autobiografica considerata il vero capolavoro dello scrittore modenese. Si tratta di un testo assolutamente nuovo per la sua modernità all'interno della letteratura italiana degli anni cinquanta, in cui l'autore, con profonda e disperata ironia, racconta di un personaggio-scrittore sdoppiato e sparuto, divorato da un'Italia provinciale dominata da figure marginali e corrotte.
Nel 1957 esce il volume La Rosina perduta che ripropone anche il testo (già pubblicato nel 1940 sulle fascistissime edizioni di Rivoluzione) del Fanalino della Battimonda, racconto scritto secondo il modello della scrittura automatica dei surrealisti francesi. Il surrealismo di Delfini (dalla critica letteraria spesso dato per scontato) va preso con qualche riserva, data la scarsa sistematicità dell'approccio surrealista dell'autore italiano: Delfini stesso preferisce parlare di "emotivismo".
Nel 1959 esce a Milano Misa Bovetti e altre cronache in cui Delfini dà luogo a un'opera in cui l'immaginario risulta ricco di spunti comici e grotteschi, tesi a smascherare il volto mostruoso del capitalismo all'italiana.
Una dolorosa vicenda amorosa lo spinge a scrivere Poesie della fine del mondo, che pubblica tra il '59 e il '60 su "il Caffè" dell'amico Giambattista Vicari ( e che escono presso Feltrinelli (grazie all'interessamento di Giorgio Bassani) nel 1960. Del 1962 è Modena 1831, città della Chartreuse, ultimo libro edito in vita e piccolo testamento letterario dello scrittore.
Antonio Delfini muore il 23 febbraio 1963. Pochi mesi dopo la sua morte, I racconti (titolo dato da Garzanti alla terza edizione del Ricordo della Basca) vinceranno il Premio Viareggio. Nel primo racconto intitolato "Una storia", un importantissimo suo racconto autobiografico, Delfini scrive anche della sua permanenza a Firenze e della sua frequentazione del caffè letterario "Le Giubbe rosse". Delfini non ritiene questo ambiente letterario sano ma piuttosto meschino e non confacente alla sua personalità. In questo racconto si evince un riscatto della persona o mentalità provinciale sull'abitudine a quei tempi da parte degli intellettuali di vivere, per forza, nelle grandi città.
I suoi Diari sono pubblicati da Einaudi nel 1982 grazie all'interessamento di Natalia Ginzburg. Altre opere postume sono state raccolte dall'amico Cesare Garboli.
Ad Antonio Delfini è dedicata la biblioteca civica di Modena dal novembre del 1992.
L'Emilia Romagna Teatro ha messo in scena nella stagione 2009/2010 un testo teatrale di Roberto Barbolini incentrato sulla figura di Antonio Delfini. Lo spettacolo, dal titolo Io parlo ai perduti, ha avuto come regista Claudio Longhi.

## Opere

### Poesia
- Poesie dal quaderno N. 1, Modena, Autoedizione, 1932
- Poesie della fine del mondo, Milano, Feltrinelli, 1962
- Poesie dal quaderno N. 1, Modena, Comune di Modena, 1993.
- Poesie della fine del mondo e poesie escluse, a cura di Daniele Garbuglia, Prefazione di Giorgio Agamben, Macerata, Quodlibet, 1995, ISBN 88-86570-05-8
- Poesie della fine del mondo, del prima e del dopo, a cura di Irene Babboni, Prefazione di Marcello Fois, Collezione di poesia, Torino, Einaudi, 2013, ISBN 978-88-06-20530-0.

### Narrativa
- «L'ariete. Riforma» (Modena 1927) (con Ugo Guandalini).
- Ritorno in città, Modena, Scrittori padani, 1931.
- Ritorno in città, Modena, Guanda, 1933 (è l'ed. del 1931 ricopertinata).
- «Caratteri» (Roma 1935) (con Mario Pannunzio).
- Il ricordo della basca, Firenze, Parenti, 1938.
- Il fanalino della Battimonda, Firenze, Edizioni di «Rivoluzione», 1940.
- «Il liberale» (Viareggio 1953).
- Il ricordo della basca, Pisa, Nistri Lischi, 1956.
- La Rosina perduta, Firenze, Vallecchi, 1957.
- Misa Bovetti e altre cronache, Milano, All'insegna del pesce d'oro, 1959.
- Modena 1831, città della Chartreuse, Milano, All'insegna del pesce d'oro, 1962.
- I racconti, Milano, Garzanti, 1963 (Premio Viareggio 1963).
- Lettere d'amore e Ritorno in città, Parma, Guanda, 1963.
- Il ricordo della Basca, Torino, Einaudi, 1982. ISBN 88-06-05488-0
- Note di uno sconosciuto e altri scritti (numero monografico di «Marka», 27, 1990).
- Racconto non finito, prefazione di Cesare Garboli, Viareggio, Pegaso, 1992.
- Il ricordo della basca, Milano, Garzanti, 1992.
- Il fanalino della Battimonda, introduzione di Cesare Garboli, Milano, Lombardi, 1993. ISBN 88-7799-017-1
- Modena 1831, città della Chartreuse, Milano, Scheiwiller, 1993.
- Antonio Delfini (numero monografico di «Riga», 1994, pubblica il carteggio con Pannunzio e vari inediti).
- Vagabondaggio primaverile e altri scritti, Pistoia, Via del vento, 2007.
- Autore ignoto presenta. Racconti scelti e introdotti da Gianni Celati, contributi di Irene Babboni, Collana Letture, Torino, Einaudi, 2008, ISBN 978-88-06-19246-4

### Diari
- Diari 1927-1961, a cura di Giovanna Delfini e Natalia Ginzburg, Prefazione di Cesare Garboli, Torino, Einaudi, 1982. [edizione parziale]
- Diari, A cura di Irene Babboni, contributi di Claudia Bonsi, Prefazione di Marco Belpoliti, Torino, Einaudi, 2022, ISBN 978-88-062-4630-3.

### Saggistica
- «Lo spettatore italiano» (Bologna 1928-1929).
- Tabella delle più significative opere della letteratura italiana uscite fra le due grandi guerre 1918-1940, Parma, Guanda, 1943 (con lo pseudonimo di Franco Franchini).
- Manifesto per un partito conservatore e comunista in Italia, Parma, Guanda, 1951.
- Manifesto per un partito conservatore e comunista e altri scritti, a cura di Cesare Garboli, Milano, Garzanti, 1997. ISBN 88-11-59896-6